# Keita Tanaka

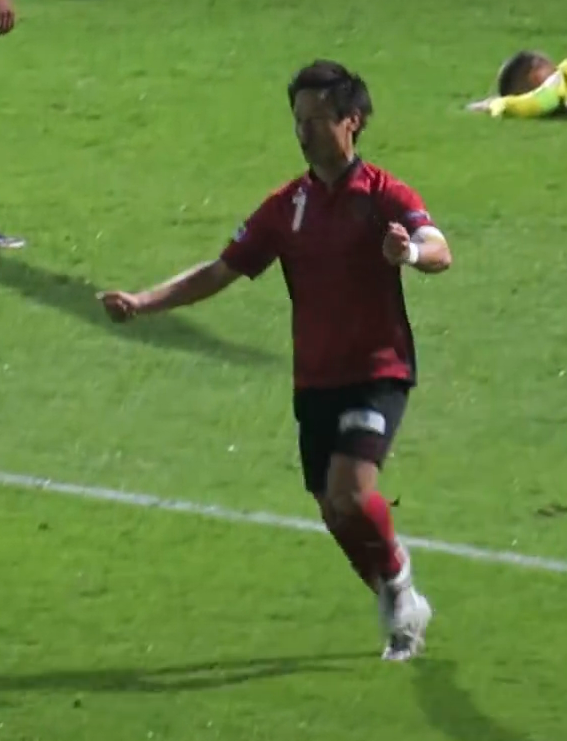
Keita Tanaka (2016)

Keita Tanaka (japanisch 田中 恵太 Tanaka Keita; * 26. Dezember 1989 in der Präfektur Tokio) ist ein japanischer Fußballspieler.

## Karriere
Tanaka erlernte das Fußballspielen in der Jugendmannschaft von Mitsubishi Yowa und der Universitätsmannschaft der Meiji-Universität. Seinen ersten Vertrag unterschrieb er 2012 beim AC Nagano Parceiro. Der Verein spielte in der dritthöchsten Liga des Landes, der Japan Football League. 2013 wurde er mit dem Verein Meister der Japan Football League und stieg in die J3 League auf. Für den Verein absolvierte er 56 Ligaspiele. 2015 wechselte er zum Ligakonkurrenten FC Ryūkyū. Für den Verein absolvierte er 58 Ligaspiele. 2017 wechselte er zum Zweitligisten Mito HollyHock. Für den Verein absolvierte er vier Ligaspiele. Im Juli 2017 wurde er an den Drittligisten FC Ryūkyū ausgeliehen. Für den Verein absolvierte er 16 Ligaspiele. 2018 kehrte er zu Mito HollyHock zurück. Für den Verein absolvierte er 13 Ligaspiele. 2019 wechselte er zum Ligakonkurrenten FC Ryūkyū. Am Ende der Saison 2022 belegte Ryūkyū den vorletzten Tabellenplatz und musste in die dritte Liga absteigen. Nach dem Abstieg verließ er den Verein und schloss sich zu Beginn der Saison 2023 dem Drittligisten Gainare Tottori an.